# Sematophyllites
Sematophyllites là một chi rêu trong họ Sematophyllaceae.